# Madona strahovská
Madona strahovská je jedním ze základních typů českých gotických milostných madon z doby panování Jana Lucemburského nebo Karla IV., před rokem 1350. Původ obrazu je neznámý. Roku 1862 ho získal do sbírek Strahovského kláštera generální opat premonstrátů Jeroným Josef Zeidler, který udržoval kontakty s kláštery od Rajhradu po Osek.

## Popis a zařazení
Tempera na dřevěné desce potažené plátnem, 94 x 84 cm, Inv. č. O 539. Obraz byl v době baroka v dolní části seříznut a částečně přemalován. Také obloukové zakončení v horní části obrazu může pocházet z pozdější doby. Do původní podoby obraz restauroval Bohuslav Slánský.
Vyobrazení madony vychází z francouzských předloh a českých nástěnných maleb z doby před rokem 1350 (Doudleby, Dražice, Brandýs). Vykazuje silné italsko-byzantské vlivy, které sahají až k typu tzv. Kykkotissy z doby panování císaře Alexia I. Komnenose (1081–1118), uchované v klášteru Kykkos na Kypru.
Obraz slohově souvisí s Vyšebrodským cyklem a nejstaršími deskovými obrazy českých madon (Madona z Veveří, Madona zbraslavská). Panna Maria je zobrazena jako Královna nebes s korunou i čelenkou. S Madonou z Veveří se nápadně shoduje v řadě znaků a lze předpokládat, že oba obrazy měly společnou předlohu. Jde o vyobrazení Mariina šátku, koruny a čelenky, ornamenty ve svatozáři a vzor zdobení lemu jejího pláště s třásněmi, formu účesu i zalamování roucha a obrysové linie kolem levého ramene. Poloobnažené dítě v průsvitné roušce, zdůrazňující jeho nahotu, se levou rukou drží šátku a v pravé svírá stehlíka, který ho klove do palce Shodné je rovněž řasení průsvitné roušky nebo kříž vložený do nimbu dítěte, který symbolizuje jeho budoucí osud.
Strahovská madona se od ostatních českých madon liší větší velikostí desky a mohutností postav matky i dítěte. Obraz byl patrně určen pro pohled z dálky. Typologií tváře, kterou charakterizují mandlovité oči, protáhlý nos a jemná ústa, je nejblíže italským vzorům, zejména sienskému malířství poslední čtvrtiny 13. století. Obličejový typ madony se smyslově plnou tváří a měkkým a laskavým výrazem je východiskem k lyrickému půvabu českých milostných madon. Jistou fyziognomickou podobu vykazuje také tvář anděla držícího korunu Panny Marie na obrazu Kladské madony. Italským motivem je něžné gesto pravé ruky matky, která mezi prsty svírá loket dítěte. Vytočení chodidla malého Ježíška směrem k divákovi se vyskytuje už u Madony vladimirské z pol. 12. století a na sinajských ikonách. Tento motiv, jinde v Evropě vzácný, je v českých zemích v době kolem poloviny 14. století velmi oblíbený a vyskytuje se na deskových obrazech madon, v nástěnných malbách i v knižních iluminacích. Dítě, které je neobvykle aktivní a zaujímá velkou část plochy obrazu, musí matka přidržovat oběma rukama. Zatímco u Madony z Veveří dítě pohlíží na matku, zde se od ní odvrací ve složitém pohybu s množstvím směrových protikladů a pohledem směřuje k věřícím.
Oproti byzantským předlohám dochází u gotických madon k některým změnám v dílčích motivech, které mají symbolický význam. Místo svitku, který představoval Boží slovo, svírá dítě v ruce stehlíka jako připomínku svého budoucího utrpení. Tento pták se živí semeny bodláku a odkazuje tak na Ježíšovu trnovou korunu. Podle legendy vytrhával trny z Kristova čela při cestě na Golgotu a přitom si potřísnil peří jeho krví. Mariánským číslem je devítka, kterou zde symbolizují kameny a trojlisté výběhy na koruně madony. Výkladem vyobrazení koruny se zabývá již anonymní spis z 11. století Liber de corona virginis. Na jiných obrazech je devět hvězd nad hlavou Panny Marie (Navštívení, Vyšebrodský cyklus, 1340) nebo devět holubic (Adorace Páně z Hluboké, 1380).